# Nieves Mathews
Nieves Mathews (Glasgow, 3 de diciembre de 1917 - 2003), nacida Nieves de Madariaga, fue una escritora y poetisa británica.
Hija del diplomático y escritor español Salvador de Madariaga y de la escocesa Constance Archibald, y hermana de Isabel de Madariaga. Autora de She died without light (1956), una novela de misterio ambientada en Ginebra, y Francis Bacon: The History of a Character Assassination (1996), sobre el filósofo y escritor inglés Francis Bacon, una biografía enfocada más en la vida que en el pensamiento de Bacon. Residente en Italia a finales del siglo XX, mantuvo amistad con el poeta Luis Cernuda y la filósofa y ensayista María Zambrano.